# Tatra 613

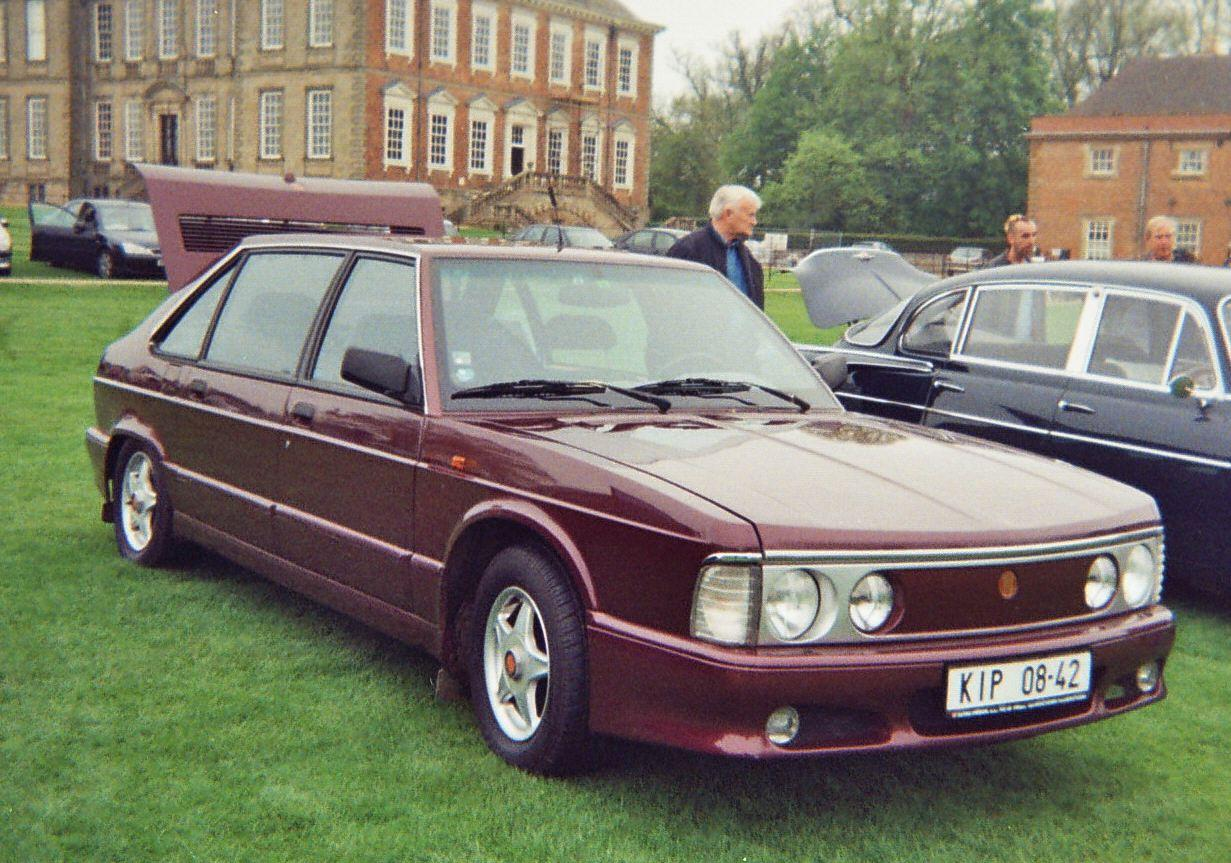
Tatra T613-4 årsmodell 1995.

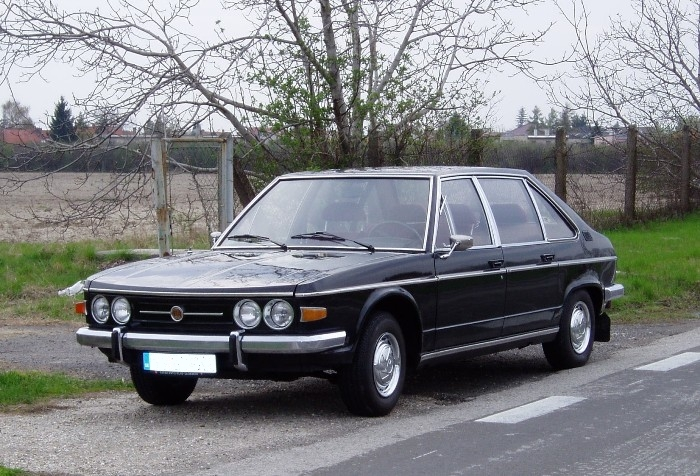
Tatra T613 i ursprungsversionen.

Tatra T613 var en personbilsmodell från Tatra, tillverkad 1974-1996
med svansmotor och bakhjulsdrift. Tillsammans med Porsche var denna bil en av sista med luftkyld motor.
T613 kom i produktion 1974 och bröt med Tatras traditionella strömlinjeformade design. Italienska Vignale stod för designen. T613 genomgick flera face-lifts innan den gjordes om till Tatra T700 1996. T613 var den sista helt nya personbilsmodellen från Tatra.